# Широков, Сергей Сергеевич
Серге́й Сергее́вич Широ́ков (род. 10 марта 1986, Озёры, Московская область) — российский хоккеист, крайний нападающий. Олимпийский чемпион 2018 года и двукратный чемпион мира (2012 и 2014). Заслуженный мастер спорта России (2012). Входит в топ-10 самых результативных хоккеистов в истории КХЛ.

## Биография

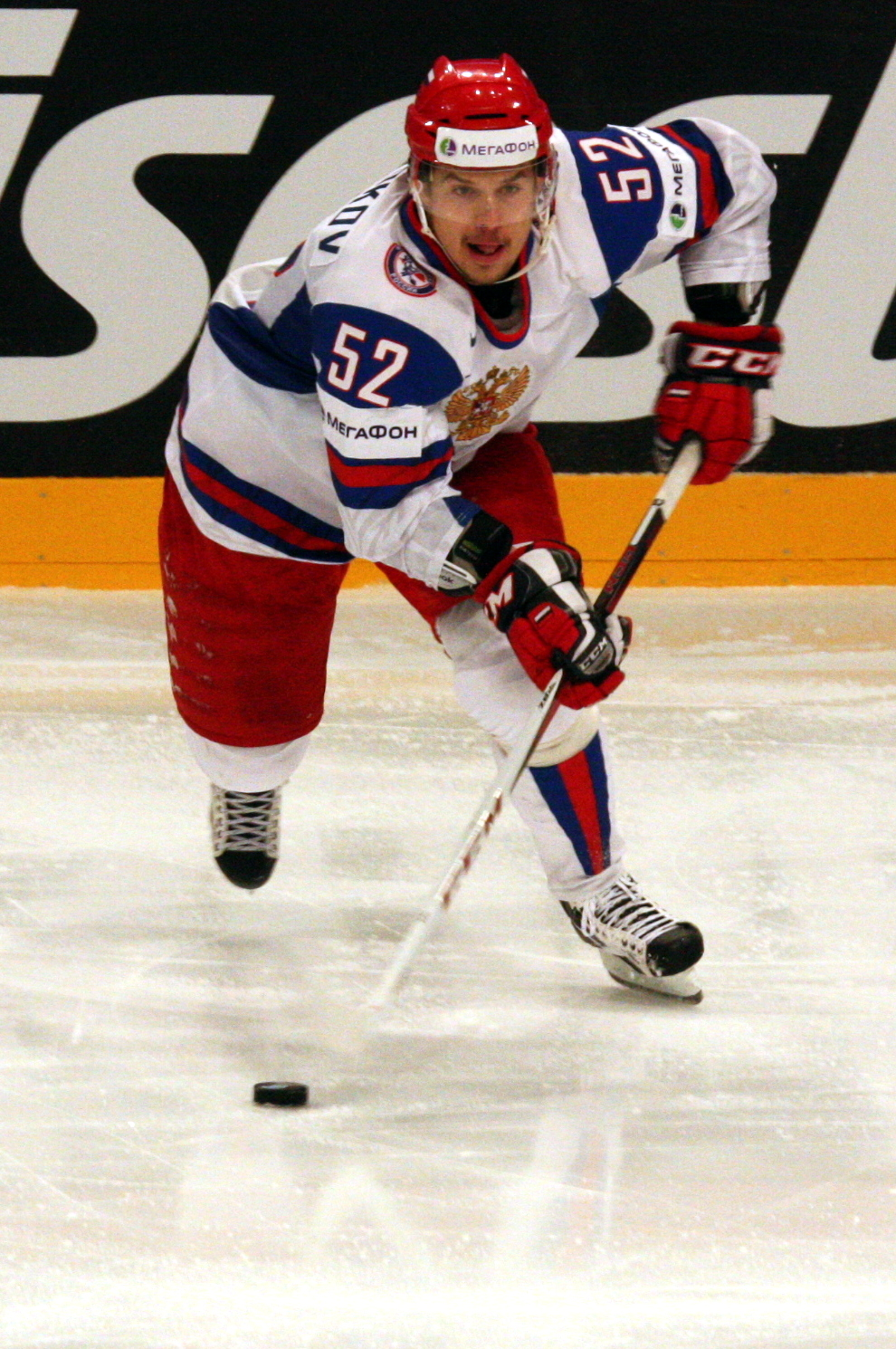
Сергей Широков в составе сборной России на чемпионате мира 2012

Родился и вырос в подмосковном райцентре Озёры — примерно в 120 километрах от Москвы. Хоккеем увлекался с детства, благодаря отцу, который поставил его на коньки в три года, в четыре начал учить хоккею сам, а в шесть лет отдал в спортивную школу. Из-за отсутствия возможности тренироваться дома родители до 13 лет возили Широкова на тренировки в Москву, в СДЮШОР ЦСКА, где он тренировался с детьми старше его на год. С седьмого класса стал жить и учиться в столице, в детском спортивном интернате ЦСКА и тренироваться со сверстниками. В детстве сначала держал клюшку обычным левым хватом, но был почти сразу переучен отцом на правый хват. Первым тренером Широкова был Валерий Павлович Стельмах, позже Андрей Валерьевич Парфёнов и Александр Викторович Бирюков.
В 2002 году начал играть в ЦСКА-2. В 2005 году дебютировал в составе ЦСКА. В 2009 году отказался продлевать договор с ЦСКА, за что чуть позже был дисквалифицирован КХЛ.
В августе 2009 года подписал двусторонний контракт с «Ванкувер Кэнакс», сумма соглашения — $ 2,7 млн. 1 октября 2009 года дебютировал в НХЛ в матче против «Калгари Флэймз». Однако первый год сложился для игрока неудачно — после шести матчей, в которых Широков не набрал ни одного очка, он был отправлен в фарм-клуб, за который в итоге провёл весь остаток сезона. Следующий шанс проявить себя Широков получил лишь в начале 2011 года, и 18 января в матче против «Колорадо Эвеланш» забросил свою первую в НХЛ шайбу. Летом 2011 года «Ванкувер» продал права на игрока «Флориде Пантерз», однако Широков предпочёл приостановить попытки заиграть в НХЛ и подписал трёхлетний контракт с командой ЦСКА. 5 ноября 2013 был обменян в омский «Авангард».
19 декабря 2015 года был обменян в СКА на Антона Бурдасова и Петра Хохрякова. Обладатель Кубка Гагарина 2017.
30 мая 2018 года вернулся в «Авангард», подписав двухлетний контракт.
3 мая 2020 года после обмена в «Спартак» на Александра Хохлачёва подписал соглашение на два года. 26 октября 2021 года в матче против «Торпедо» (5:3) сделал самый быстрый хет-трик «Спартака» в КХЛ, забросив три шайбы за 15 минут и 36 секунд. 30 апреля 2022 года покинул клуб в связи с истечением срока контракта. За два сезона в составе красно-белых провёл 113 игр, набрав 74 (33+41) очка.
11 мая 2022 года заключил односторонний контракт на два года с «Автомобилистом». 14 сентября 2022 сделал хет-трик за «Автомобилист» в матче против своей бывшей команды «Спартака» и стал первым игроком в истории КХЛ, сделавшим хет-трики за четыре разные команды. 24 декабря 2023 года стал 8-м хоккеистом в истории КХЛ, забросившим 200 шайб в регулярных сезонах. 30 апреля 2024 года, после завершение срока контракта, покинул «Автомобилист».
21 июня 2024 года «Сибирь» сообщила о подписании однолетнего контракта с Широковым. 7 октября 2024 года на льду «Татнефть Арены» Широков провёл свой 1000-й матч в российских чемпионатах. 21 октября провёл 700-й матч в регулярных сезонах КХЛ. В сезоне 2024/25 в активе форварда 62 матча в регулярном чемпионате КХЛ и 39 (19+20) очков. В Кубке Гагарина он набрал 4 (0+4) очка за 6 игр в составе «Сибири». 20 апреля 2025 года «Сибирь» сообщила о продлении контракта с Широковым ещё на год

### Карьера в сборной
26 марта 2012 года был включён в состав российской сборной в качестве нападающего (номер 52). Дебютировал в этом качестве на чемпионате мира 2012 года, проходившем с 4 по 20 мая в Швеции и Финляндии, где забил один гол в матче с Финляндией и сделал пять голевых передач в четырёх матчах.

### Личная жизнь
2 июня 2012 года женился. Супруга Юлия. Двое детей: Артём (род. 19 ноября 2012) и Егор (род. 1 мая 2016), оба занимаются хоккеем.

## Достижения
- Олимпийский чемпион: 2018
- Чемпион мира (2): 2012, 2014
- Серебряный призёр чемпионата мира: 2015
- Бронзовый призёр чемпионата мира: 2016
- Обладатель Кубка Гагарина: 2017
- Чемпион России: 2017
- Чемпион мира по хоккею с шайбой среди юниорских команд: 2004
- Серебряный призёр молодёжных чемпионатов мира: 2005, 2006
- В 2012 году Сергею Широкову присвоено звание почётного гражданина города Озёры Московской области.
- Участник матча звёзд КХЛ (4): 2012, 2013, 2019, 2025

## Статистика
| Легенда | Легенда                    | Легенда | Легенда                   | Легенда | Легенда    |
| ------- | -------------------------- | ------- | ------------------------- | ------- | ---------- |
| И       | Количество проведённых игр | Штр     | Штрафное время            | +/−     | Плюс-минус |
| Г       | Голы                       | П       | Голевые передачи          | О       | Очки       |
| -       | Статистика неизвестна      | —       | Статистика не учитывалась |         |            |

### Клубная карьера
- a В этом сезоне в «Плей-офф» учитывается статистика игрока в Кубке Надежды.